# 5096 Лузин
5096 Лузин (5096 Luzin) — астероїд головного поясу, відкритий 5 вересня 1983 року.
Тіссеранів параметр щодо Юпітера — 3,532.